# Clematis viticaulis
Clematis viticaulis là một loài thực vật có hoa trong họ Mao lương. Loài này được Steele mô tả khoa học đầu tiên năm 1911.